# Тетраплоид
Тетраплоид је телесна ћелија која садржи четири гарнитуре хромозома, што код човека износи укупно 92 хромозома. Представља облик нумеричке аберације хромозома.